# أشيل مبيمبي
أشيل مبيمبي (بالفرنسية: Achille Mbembe) (مواليد سنة 1957) فيلسوف وعالم سياسي وأستاذ جامعي كاميروني.
يُعتبر مبيمبي محللاً للسلطة الاستعمارية وناقداً للرأسمالية النيوليبرالية.

## مسيرته
وُلد مبيمبي بالقرب من أوتيلي (Otélé) في الكاميرون الفرنسية سنة 1957. درس مبيمبي في جامعة السوربون في باريس، حيث حصل على الدكتوراه في التاريخ في العام 1989، ثم عمل في العديد من الجامعات.
هو حاليًا عضو في فريق معهد Wits للبحوث الاجتماعية والاقتصادية (WISER) بجامعة ويتواترسراند في جوهانسبرغ بجنوب إفريقيا.
تتنوع اهتماماته بين التاريخ الأفريقي والسياسة الإفريقية والعلوم الاجتماعية.

## جوائز
- 2015: جائزة الإخوة شول (Geschwister-Scholl-Preis)، عن كتابه «نقد العقل الزنجي»، والذي ينتقد فيه توسع الرأسمالية العالمية اعتماداً على تجارة العبيد، مؤكداً أن الفكر العنصري لم يختف بعد من العقل الغربي.
- 2018: جائزة إرنست بلوخ، وتعتبر هذه الجائزة من أهم الجوائز الثقافية في ألمانيا، وقد تم الإعلان عنها لأول مرة في العام 1985 من أجل دعم الفكر النقدي المرتبط بواقعه، في مجالات الأدب والعلوم الإنسانية، وذلك بمناسبة المئوية الأولى لميلاد صاحب كتاب «مبدأ الأمل»، إرنست بلوخ (1885 - 1977).[12]

## روابط خارجية
- أشيل مبيمبي على موقع IMDb (الإنجليزية)
- أشيل مبيمبي على موقع مونزينجر (الألمانية)